# Villa Mirabellino
La Villa Mirabellino è una residenza nobiliare edificata nel XVIII secolo e rimasta inclusa nel Parco di Monza.

## Storia

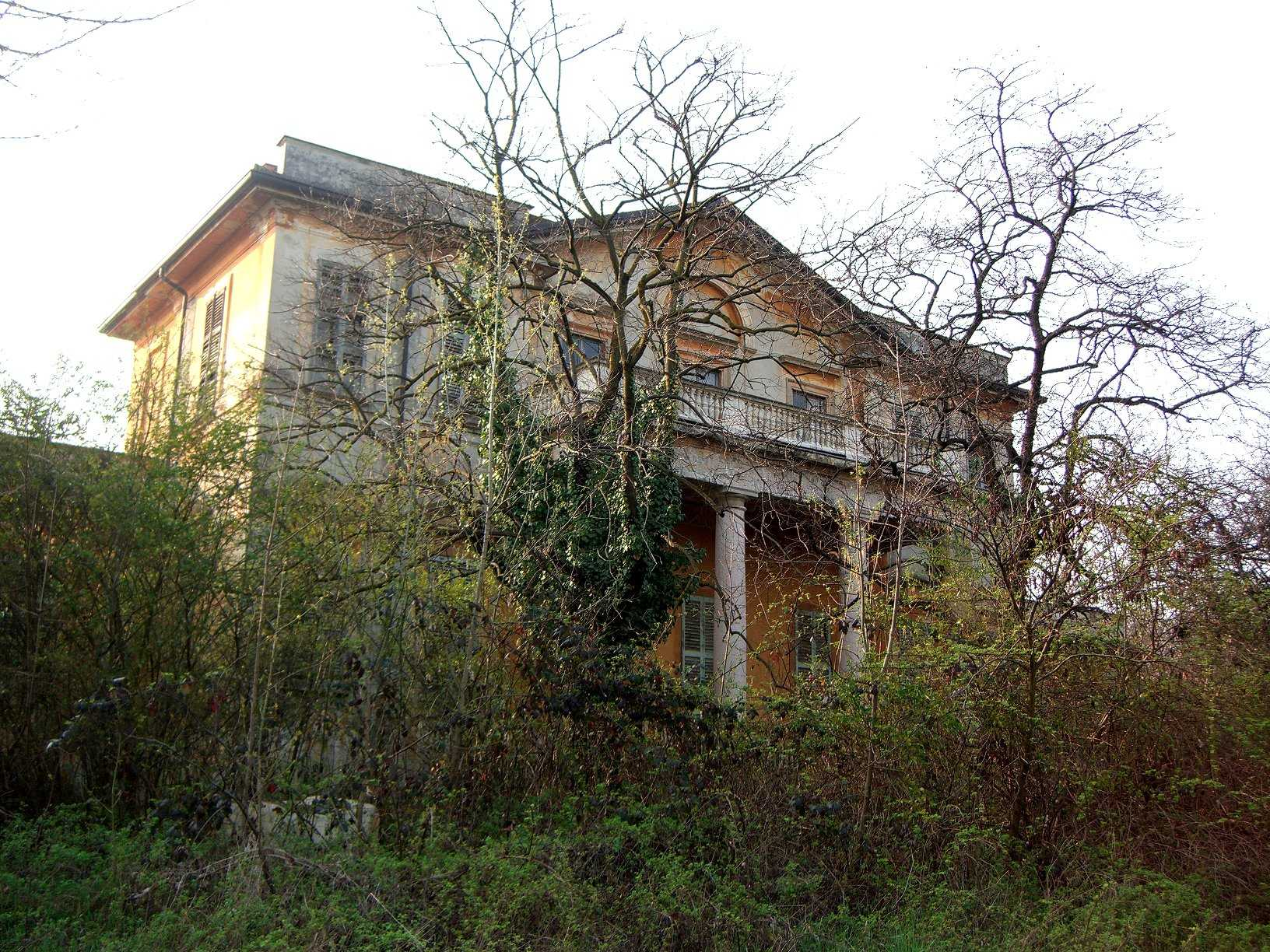
Villa Mirabellino, prospetto in direzione della villa Mirabello nel Parco della villa Reale

La sua costruzione si deve al cardinale Angelo Maria Durini che la fece erigere nel 1776 dall'architetto Giulio Galliori per alloggiarvi gli invitati al suo cenacolo letterario. La villa era utilizzata anche per delle semplici cene nelle serate estive, in cui il Cardinale amava conversare con gli amici. Il Cardinale possedeva già una villa, Villa Mirabello, ma decise di costruirne una più piccola, da qui il nome "Mirabellino" come "dépendance". Le due ville infatti si trovano una di fronte all'altra, collegate da un viale alberato.
Nel 1805 le due proprietà dei conti Durini, Villa Mirabello e Villa Mirabellino furono espropriate dal governo francese, che aveva deciso di dotare la Villa Reale di Monza di un vasto parco sullo stile del Castello di Versailles. Nello stesso anno si stabiliva nella Villa Reale di Monza il viceré Eugenio Beauharnais con la moglie Augusta di Baviera che s'innamorò di entrambe le ville, ma in particolar modo del Mirabellino che le ricordava la residenza di campagna presso Monaco dove era cresciuta. Eugenio donò il Mirabellino alla moglie dopo averlo ristrutturato all'interno e averlo dotato di un gazebo e giochi per bambini. La Villa venne rinominata "Villa Augusta", in onore della viceregina che vi soggiornava frequentemente.

## Architettura

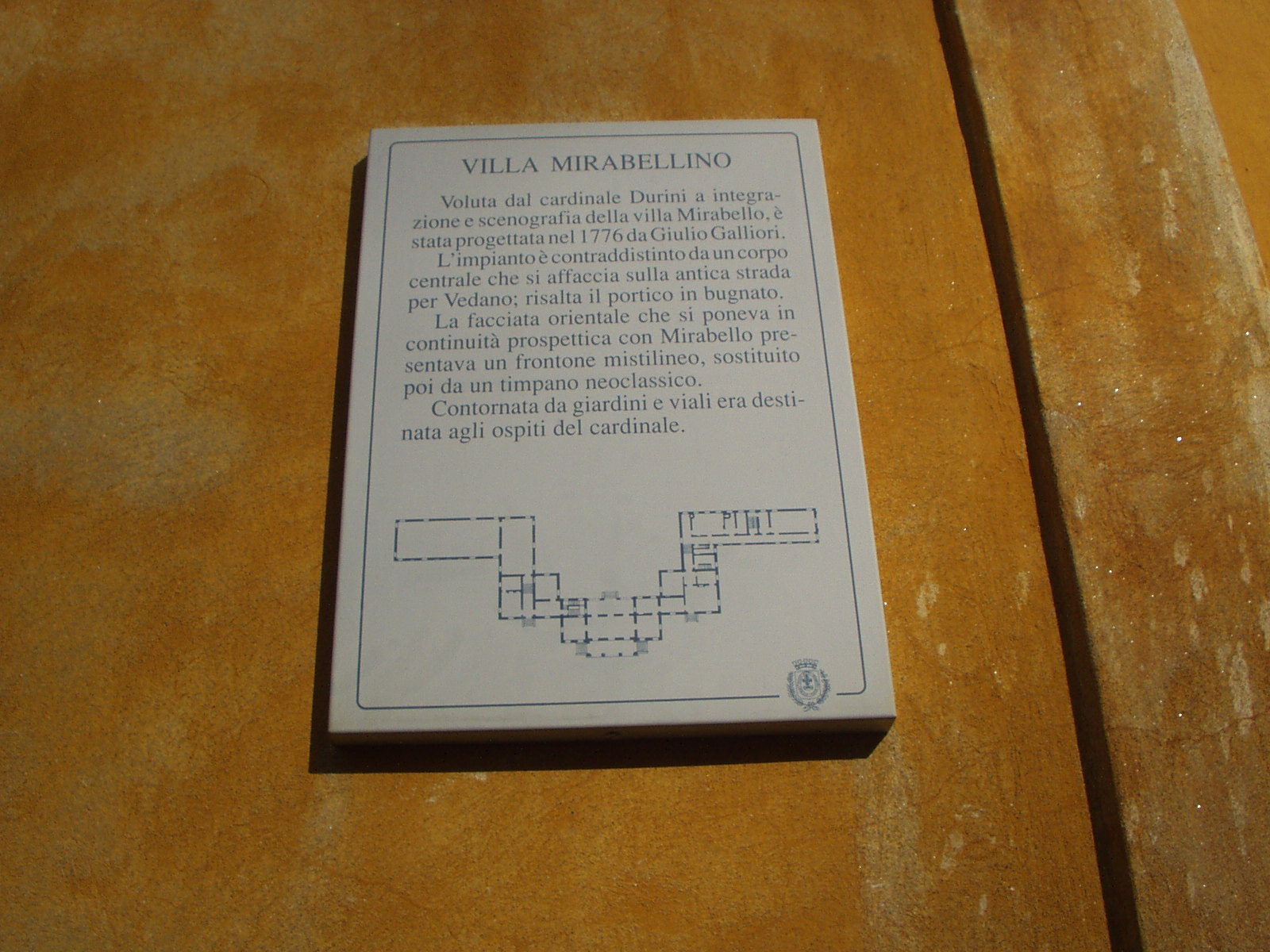
Pianta della Villa.

La Villa sorge sul declivio che fronteggia la più antica Villa Mirabello. I due edifici sono collegati tra loro con un viale di carpini. L'architetto Giulio Galliori costruì la nuova villa speculare alla prima, con le ali della U in direzione opposta, su modello del Belvedere inferiore e superiore di Vienna. 
La facciata era dotata in origine di una scalinata semicircolare ora scomparsa. Si possono ancora ammirare il pronao leggermente sporgente, incorniciato da due pilastri laterali e due colonne doriche centrali, che si protende su un terrazzo a balcone. Il pronao costituiva, in origine un portico poi chiuso. Rimangono la volta a crociera, affrescata con motivi floreali e geometrici. Sulla testata dell'ala settentrionale, un portale segnala l'ingresso alla cappella gentilizia dei Durini ormai scomparsa
.

## Sede collegio-scuola elementare anni '50/'60, XX secolo

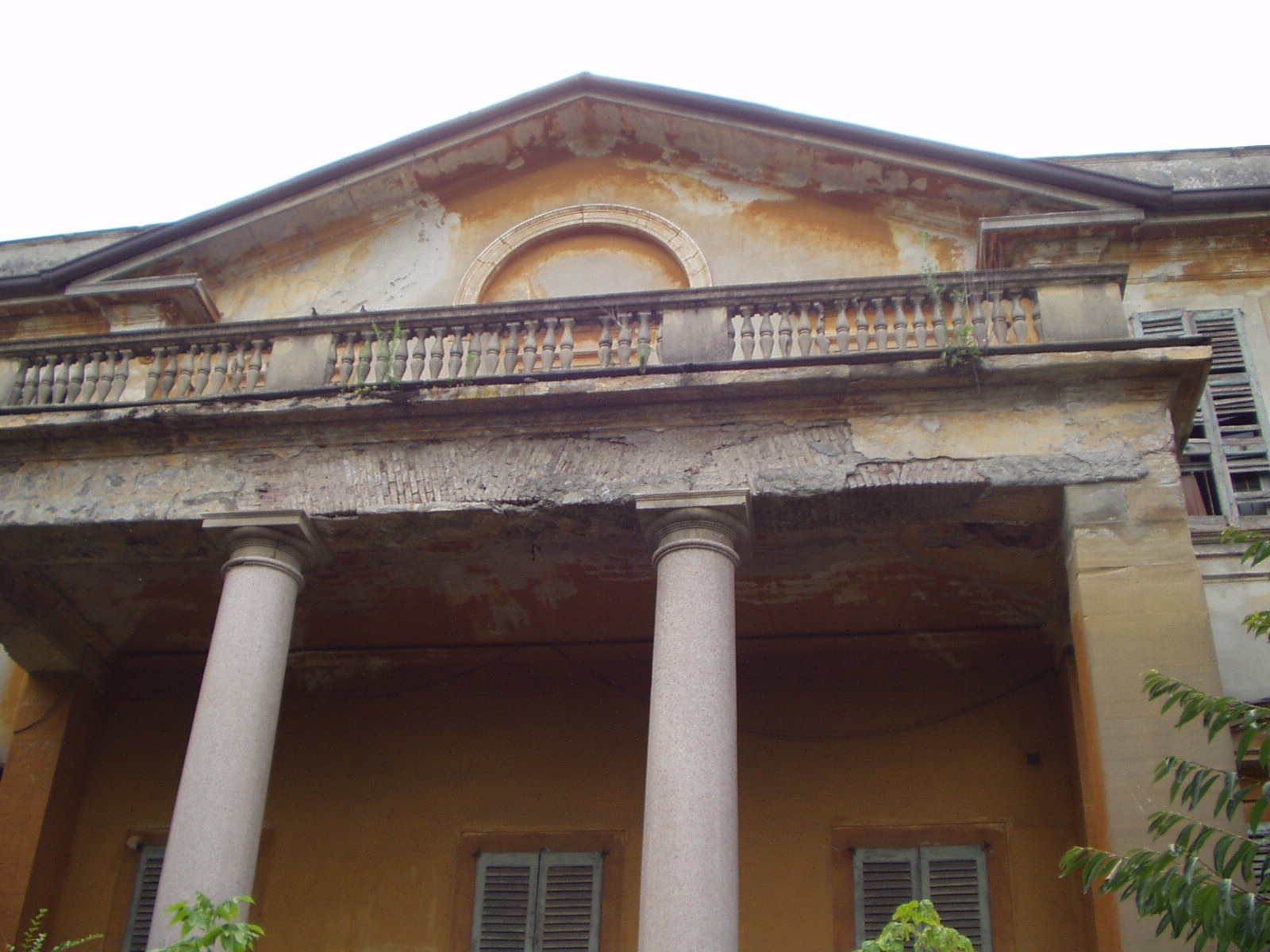
Particolare del timpano e del pronao di Villa Mirabellino

La Villa Mirabellino è stata sede, tra gli anni '50/'60 del XX secolo, di un collegio pubblico per bambini provenienti da famiglie con problemi sanitari o socio-economici. 
Il collegio era gestito dal Comune di Milano e al suo interno lavorava personale qualificato: una Direttrice, responsabile dell'andamento generale, e delle educatrici diplomate maestre che si occupavano di seguire i bambini giorno e notte, alternandosi nei turni di lavoro. Delle maestre esterne garantivano il corso di istruzione elementare che si teneva in appositi spazi adibiti ad aule. Al termine delle elementari i bambini ancora bisognosi di aiuto venivano trasferiti in altre strutture per proseguire il corso di studi. 
Le due ali dell'edificio disponevano di spazi riservati per femmine e maschi (camerate, zone di studio, bagni, spogliatoi, spazi ricreativi interni) mentre altri spazi erano comuni ad entrambi i sessi (refettorio, aule scolastiche, giardini). Sul retro della villa si estendeva un giardino erboso molto vasto che digradava verso un boschetto il cui accesso era vietato ai bambini.
Il collegio curava molto la salute e una scrupolosa igiene personale, oltre ad offrire stimoli culturali di diverso tipo per ampliare l'orizzonte cognitivo dei bambini. Si trattava di un'Istituzione "benefica" davvero encomiabile.
Il cortile della ricreazione, si affacciava sull'allora fiorente ippodromo di Monza. Un mezzo di trasporto urbano (scuolabus) era messo a disposizione degli studenti.
Dopo essere stato sede scolastica l'edificio è stato usato come centro dei sindacati. Davanti al pronao del cortile d'onore è stato costruito un campo di bocce.